# MIV (luchtschip)
De MIV was een luchtschip van Grosz-Basenach.
Na de bouw van de MIII, werd de kiel gelegd voor het tweede schip van Grosz-Basenach.  Het werd de MIV.  De MIV was een halfstar luchtschip, en had een inhoud van 11.000 m³.  Het schip werd, mede dankzij het feit dat de heer Grosz majoor was in het Duitse leger, verkocht aan het leger en toegevoegd aan de sterkte van de luchtschepen van het Luftschifferbataillon bij Berlijn Reinikendorf.  Het schip werd verscheidene malen omgebouwd, en wat nog specialer was, de kiel was direct aan de romp bevestigd, evenals de gondels.  Het schip maakte meer dan 130 vaarten boven de Oostzee

## Gegevens
|                  | MI                                                                       |
| M³ gas:          | 11.000 m³ waterstof, later 13.500 m³ en nog later 19.000 m³              |
| Lengte:          | 96,6 m, later 98,5 m en daarna 120,7 m                                   |
| Diameter:        | 14 m, later 15,3 m en daarna 16,1 m                                      |
| Gebruik:         | Militair                                                                 |
| Motoren:         | 2 maal Körting motoren van 200 pk, later drie Maybach motoren van 160 pk |
| Maximumsnelheid: | 61 km/u, later 82 km/u en daarna 75 km/u                                 |
| Eerste vaart:    | 11 maart 1911                                                            |